# Provincia di Terra di Lavoro (1860-1927)
La provincia di Terra di Lavoro è stata una provincia del Regno d'Italia, con capoluogo Caserta.
Ente erede dell'omonima provincia del Regno delle Due Sicilie, dopo il 1860 continuò a costituire un'unità amministrativa di primo livello anche nel nuovo Stato unitario, finché nel 1927 fu soppressa per volontà del regime fascista.

## Storia

### La nascita del Regno d'Italia e la creazione
La provincia fu interessata dalla riorganizzazione amministrativa dell'area che accompagnò l'annessione allo Stato unitario: in particolare, vari rivolgimenti furono dovuti alla creazione ex novo della provincia di Benevento. I comuni del Vallo di Lauro e del Baianese furono trasferiti alla provincia di Avellino, nel 1863, poi, l'alta valle del Volturno (che, tra gli altri, include il comune di Venafro) fu scorporata dalla provincia per entrare a far parte della provincia di Campobasso, infine, i comuni della valle Caudina e della valle Telesina afferenti alla provincia (Airola, Amorosi, Arpaia, Cerreto Sannita, Dugenta, Frasso Telesino, Sant'Agata de' Goti, Solopaca) passarono direttamente alla neonata provincia di Benevento.

### Il governo Mussolini e la soppressione

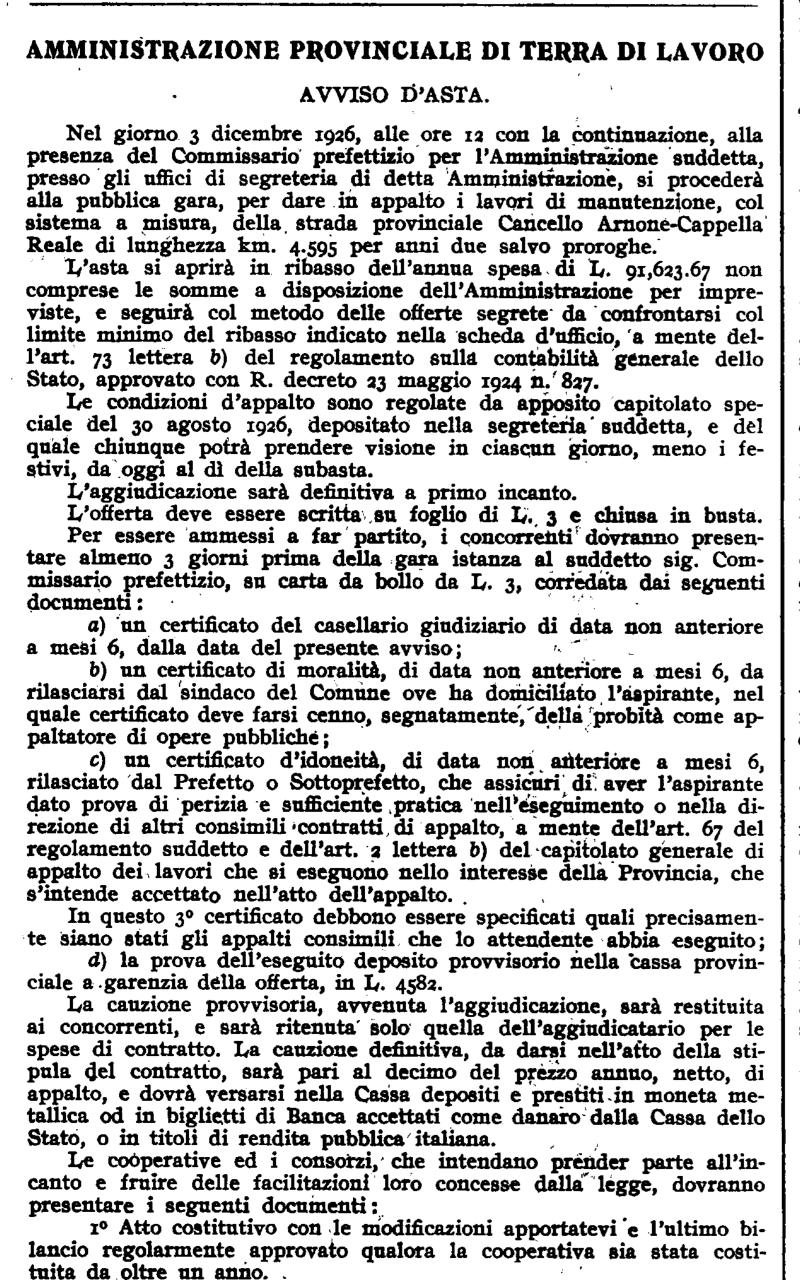
Ultimo avviso d'asta della Provincia di Terra di Lavoro pubblicato il 16 novembre del 1926 sulla Gazzetta ufficiale, prima della soppressione avvenuta il 2 gennaio 1927.

Durante il ventennio fascista nel 1927, nel quadro di un generale riordinamento delle circoscrizioni provinciali secondo i voleri del regime fascista, si decise di procedere alla soppressione della provincia, il cui territorio fu diviso tra le province confinanti con particolare riguardo verso quella di Napoli. La scelta del governo fu accolta con incredulità e scontento da parte della popolazione locale per un'unità amministrativa storica che all'epoca era tra le più estese del regno (192 comuni, 5.258 km² di territorio e una popolazione di 868.000 abitanti). La decisione fu sicuramente impopolare e ritenuta penalizzante da ampi strati della popolazione, che tuttavia la subì in silenzio. 
Benito Mussolini, con un telegramma al prefetto di Caserta, motivò che tale scelta era dettata dalla precisa volontà di dare a Napoli il necessario respiro territoriale, spiegando che la Terra di Lavoro era “un'assurda eredità medievale”, per cui Caserta, sviluppatasi attorno alla reggia borbonica, per sua natura e vocazione doveva esercitare il ruolo della Versailles di Napoli. Napoli era in effetti la penultima provincia del Regno per estensione territoriale; ma l'idea di farne una città di respiro mediterraneo si dimostrò sin dal primo momento un progetto solo ed esclusivamente propagandistico del regime, che non sortì alcun effetto sulla città.
All'atto della soppressione della provincia di Terra di Lavoro, i suoi 192 comuni furono così ripartiti:
- 93 dei 116 comuni del circondario di Caserta[N 3] furono aggregati alla provincia di Napoli (compresi tutti i 23 comuni[N 4] dell'ex-circondario di Nola[9]); i restanti 23 comuni (corrispondenti all'ex-circondario di Piedimonte d'Alife[9]) furono spartiti tra la provincia di Benevento[N 5] e la provincia di Campobasso;[N 6]
- i 41 comuni del circondario di Sora confluirono tutti nella nuova provincia di Frosinone;[N 7]
- i 35 comuni del circondario di Gaeta furono spartiti tra le province di Roma[N 8], di Frosinone[N 9] e di Napoli[N 10].

### La provincia di Latina
Nel 1932 fu inaugurata, in Agro Pontino in provincia di Roma, la città di Littoria (l'attuale Latina), resa comune nel 1933. Nel 1934 fu istituita una nuova provincia con capoluogo Littoria, città simbolo delle bonifiche fasciste: al nuovo ente passarono tutti i comuni che la provincia di Terra di Lavoro aveva ceduto a Roma nel 1927, compreso dunque il comune insulare di Ponza: alla nuova provincia passò anche Ventotene, in precedenza in provincia di Napoli, riunendo così i due comuni delle Isole Ponziane all'interno di un'unica provincia.

### La costituzione della provincia di Caserta
Dopo la seconda guerra mondiale, con decreto luogotenenziale 11 giugno 1945, n. 373 il governo Bonomi ricostituiva l'attuale provincia di Caserta, benché su basi ridotte rispetto alla storica provincia di Terra di Lavoro: all'incirca la metà, sia per numero di comuni, sia per estensione.
La provincia fu ricostituita con pressoché l'intera metà meridionale della provincia di Terra di Lavoro; essa riottenne 100 comuni:
- tutti i comuni dell'ex-circondario di Caserta, ceduti a Napoli;[N 13]
- tutti i 23 comuni dell'ex-circondario di Piedimonte d'Alife, ceduti a Benevento e Campobasso;
- 8 dei 9 comuni dell'ex-circondario di Gaeta che erano passati a Napoli.[N 14]

Rimasero dunque inalterate le province di Frosinone e di Littoria, capoluogo che di lì a poco fu ribattezzato "Latina".
Quando nel 1970 furono istituite le regioni in applicazione del titolo V della costituzione repubblicana, le province di Latina e di Frosinone rientrarono nel Lazio, mentre la provincia di Caserta nella Campania.

## Il territorio
All'indomani dell'unità d'Italia, la provincia di Terra di Lavoro era una delle più vaste del regno. Il territorio della provincia si estendeva in tre regioni storico-geografiche: comprendeva parte del Lazio propriamente detto, della Campania e del Sannio. In rapporto ai confini delle province attuali, essa comprendeva l'intero territorio della provincia di Caserta, la metà meridionale delle due province di Frosinone e Latina, e l'area nolana nella città metropolitana di Napoli. Immediatamente dopo l'unità, poi, ne furono distaccati comuni oggi nelle province di Benevento, Avellino ed Isernia.
I centri principali della provincia erano, oltre al capoluogo Caserta, Aversa, Capua e Santa Maria Capua Vetere, San Germano (ribattezzata Cassino nel 1863), Formia (nata nel 1862 dall'unione dei comuni di Castellone e Mola di Gaeta), Gaeta, Minturno, Castelforte, Santi Cosma e Damiano, Ausonia, Spigno Saturnia, Sora, Isola del Liri, Fondi, Nola, Teano, Sessa Aurunca e Venafro, nonché, per importanza storica, Aquino, Arpino (città natale di Cicerone) e Roccasecca (che si contende con la stessa Aquino i natali di San Tommaso). Faceva parte della provincia, inoltre, il comune insulare di Ponza e Ventotene.

## Suddivisione amministrativa
A seguito dell'unità d'Italia, la suddivisione in circondari fu estesa a tutte le province del nuovo regno. Così nel 1860 la provincia di Terra di Lavoro venne suddivisa in quarantuno mandamenti raggruppati in cinque circondari:
- Circondario di Caserta;
- Circondario di Nola;[9]
- Circondario di Piedimonte d'Alife;[9]
- Circondario di Gaeta;
- Circondario di Sora.

## Simboli

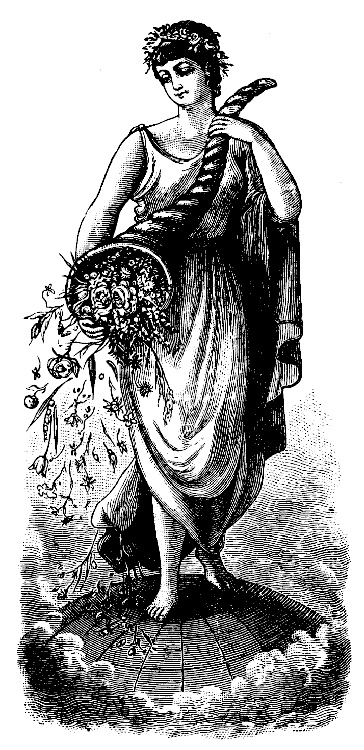
Cornucopia

Il simbolo con cui storicamente è stata designata la Terra di Lavoro è costituito da due cornucopie, allegoria di abbondanza ma anche di benessere economico e sociale. Il termine deriva da cornu copia, ovvero corno dell'abbondanza. Attualmente sono presenti negli stemmi della provincia di Frosinone e provincia di Caserta.
- Frosinone

Nel 1928, allorché fu istituita la provincia di Frosinone, nell'araldo vennero recuperati come simboli della soppressa provincia di Terra di Lavoro le cornucopie, a significare l'inserimento del circondario di Sora nel territorio della nuova provincia. Nello stemma sono poste su sfondo azzurro, ai piedi di un leone dorato con in mano un gladio (tratto dallo stemma della città di Frosinone).
- Caserta

Nel 1951, quando fu ricostituita la provincia di Caserta, per designarne il territorio venne adottato il gonfalone di Terra di Lavoro: oggi consiste in due cornucopie su sfondo azzurro ricolme una di spighe di grano, l'altra di frutti vari, unite alla base dal cerchio di una corona dorata.

## Amministrazione

### Presidenti del Consiglio provinciale
| Periodo | Periodo | Presidente               | Partito | Carica     | Note   |
| ------- | ------- | ------------------------ | ------- | ---------- | ------ |
| 1861    | 1868    | Giuseppe Polsinelli      |         | Presidente | [ 14 ] |
| 1868    | 1869    | Giacomo Coppola          |         | Presidente | [ 14 ] |
| 1869    | 1870    | Raffaele Cuccari         |         | Presidente | [ 14 ] |
| 1870    | 1875    | Pasquale Pelagalli       |         | Presidente | [ 14 ] |
| 1875    | 1877    | Salvatore Pizzi          |         | Presidente | [ 14 ] |
| 1878    | 1884    | Angelo Incagnoli         |         | Presidente | [ 14 ] |
| 1884    | 1889    | Francesco De Renzis      |         | Presidente | [ 14 ] |
| 1889    | 1895    | Giuseppe De Simone       |         | Presidente | [ 14 ] |
| 1895    | 1896    | Lorenzo Zarone           |         | Presidente | [ 14 ] |
| 1896    | 1897    | Nicola Ventriglia        |         | Presidente | [ 14 ] |
| 1898    | 1900    | Angelo Abatemarco        |         | Presidente | [ 14 ] |
| 1900    | 1901    | Francesco Montagna       |         | Presidente | [ 14 ] |
| 1901    | 1903    | Nicola Ventriglia        |         | Presidente | [ 14 ] |
| 1903    | 1904    | Pietro Rosano            |         | Presidente | [ 14 ] |
| 1904    | 1906    | Federigo Grossi          |         | Presidente | [ 14 ] |
| 1906    | 1907    | Carlo Schanzer           |         | Presidente | [ 14 ] |
| 1907    | 1908    | Francescantonio Visocchi |         | Presidente | [ 14 ] |
| 1908    | 1916    | Benedetto Nicoletti      |         | Presidente | [ 14 ] |
| 1916    | 1920    | Orazio Visocchi          |         | Presidente | [ 14 ] |
| 1920    | 1921    | Giuseppe Petella         |         | Presidente | [ 14 ] |
| 1921    | 1925    | Gaetano Caporaso         |         | Presidente | [ 14 ] |
| 1925    | 1927    | Commissariamento         |         | [ 15 ]     | [ 14 ] |

### Presidenti della Deputazione provinciale
| Periodo | Periodo | Presidente                                                               | Partito | Carica                             | Note   |
| ------- | ------- | ------------------------------------------------------------------------ | ------- | ---------------------------------- | ------ |
| 1889    | 1892    | Lorenzo Fabozzi                                                          |         | Presidente                         | [ 16 ] |
| 1892    | 1895    | Giuseppe Rossi                                                           |         | Presidente                         | [ 16 ] |
| 1895    | 1896    | P. Coppola Barone                                                        |         | Presidente                         | [ 16 ] |
| 1896    | 1897    | Alfonso Ruggiero                                                         |         | Presidente                         | [ 16 ] |
| 1897    | 1898    | Giuseppe Rossi                                                           |         | Presidente                         | [ 16 ] |
| 1898    | 1900    | Benedetto Nicoletti                                                      |         | Presidente                         | [ 16 ] |
| 1900    | 1901    | Alfonso Ruggiero                                                         |         | Presidente                         | [ 16 ] |
| 1901    | 1908    | Giuseppe Rossi                                                           |         | Presidente                         | [ 16 ] |
| 1908    | 1909    | Pietro Monti                                                             |         | Presidente                         | [ 16 ] |
| 1909    | 1911    | Giuseppe Paone                                                           |         | Presidente                         | [ 16 ] |
| 1911    | 1913    | Francesco Carfora                                                        |         | Presidente                         | [ 16 ] |
| 1913    | 1915    | Pasquale Maturi                                                          |         | Presidente                         | [ 16 ] |
| 1915    | 1920    | Vincenzo Mazzenga                                                        |         | Presidente                         | [ 16 ] |
| ?       | ?       | ?                                                                        |         | Presidente                         |        |
| 1925    | 1927    | Gerardo Gerardi Vincenzo Casaburi Gioacchino Della Pietra Tito Ingarrica |         | Presidenti della Commissione Reale | [ 14 ] |